# Staatliche Kommission für Gesundheitswesen und Familienplanung
Die Staatliche Kommission für Gesundheitswesen und Familienplanung (chinesisch 國家衛生和計劃生育委員會 / 国家卫生和计划生育委员会, Pinyin Guójiā Wèishēng hē Jìhuàshēngyù Wěiyuánhuì) war eine Abteilung des chinesischen Staatsrats, die die Arbeit im Gesundheitswesen und in der Familienplanung verwaltete. Die Kommission wurde im Jahr 2013 begründet und trug die Hauptaufgaben von dem Ministerium für Gesundheitswesen und der Staatlichen Kommission für Bevölkerung und Familienplanung. Die erste Vorsitzende war Li Bin. Seit März 2018 ist der Nachfolger dieser Kommission die Nationale Gesundheitskommission.

## Struktur
- Generalbüro (办公厅)
- Personalabteilung (人事司)
- Abteilung für Planung und Information (规划与信息司)
- Finanzabteilung (财务司)
- Rechtsabteilung (法制司)
- Abteilung für Reform (体制改革司)
- Büro Für Sanitätsnotfall (卫生应急办公室)
- Amt für Krankheitsprävention und -kontrolle (疾病预防控制局)
- Amt für Politik und Verwaltung (医政医管局)
- Abteilung für Sanität auf Grundebene (基层卫生司)
- Abteilung für Gesundheitspflege von Frauen und Kindern (妇幼健康服务司)
- Abteilung für Normung, Überwachung und Bewertung der Lebensmittelsicherheit (食品安全标准与监测评估司)
- Amt für Generaldeputation (综合监督局)
- Abteilung für Arzneimittelrecht und Grundarzneimittel-System (药物政策与基本药物制度司)
- 计划生育基层指导司
- Abteilung für Familienplanung und -weiterentwicklung (计划生育家庭发展司)
- 流动人口计划生育服务管理司
- Informationsabteilung (宣传司)
- Abteilung für Wissenschaft, Technologie und Bildung (科技教育司)
- Abteilung für internationale Zusammenarbeit (国际合作司)
- Parteikomitee (机关党委)
- Amt für Ruhestand (离退休干部局)
- Amt für Disziplinaraufsicht (驻委纪检组监察局)